# Liste der Nummer-eins-Hits in Frankreich (2024)
Diese Liste der Nummer-eins-Hits in Frankreich 2024 basiert auf den offiziellen Chartlisten des Syndicat National de l’édition Phonographique (SNEP), der französischen Landesgruppe der IFPI. Die Liste gibt die Nummer-eins-Platzierungen der Top Singles und der Top Albums wieder.

## Singles
| ← 2023 ← | Liste der Nummer-eins-Hits in Frankreich | Liste der Nummer-eins-Hits in Frankreich            | Liste der Nummer-eins-Hits in Frankreich | 2025 →                    |
| \| Zeitraum \| Wo. ges. \| Interpret \| Titel Autor(en) \| Zusätzliche Informationen \| \| (Zeitraum, Wochen auf Platz eins, Interpret, Titel, Autor[en], zusätzliche Informationen) \| \| \| \| \| \| ----------------------------------------------------------------------------------------- \| -------- \| --------------------------------------------------- \| ------------------------------------------------------------------------------------------------------------------------------------------------------------------------------------------------------------------------------------------------------------------------------------------------ \| ------------------------- \| \| 29. Dezember 2023 – 4. Januar 2024 1 Woche (insgesamt 3) \| 3 \| Mariah Carey \| All I Want for Christmas Is You Walter N. Afanasieff, Mariah Carey \| – \| \| 5. Januar 2024 – 15. Februar 2024 6 Wochen (insgesamt 18) \| 18 \| Jungeli feat. Abou Debeing, Alonzo, Lossa & Imen Es \| Petit génie William Davy Fonseca, Adel Larabi, Joel Ungeli Shinga, Werrason Ngiama Makanda, Kevin Abou Baz Kamara, Imen Es-shrir, Kassimou Djae \| – \| \| 16. Februar 2024 – 22. Februar 2024 1 Woche (insgesamt 6) \| 6 \| Pierre Garnier & Star Academy \| Ceux qu’on était Daisy Sarah Penelope Berthenet, Pierre Garnier, Joseph Ossama Boushra Kamel \| – \| \| 23. Februar 2024 – 29. Februar 2024 1 Woche \| 1 \| Werenoi feat. Damso \| Pyramide William Kalubi Mwamba, Jeremy Desire Bana Owana, Robin Sandor Guillaume Waiss \| – \| \| 1. März 2024 – 4. April 2024 5 Wochen (insgesamt 6) \| 6 \| Pierre Garnier & Star Academy \| Ceux qu’on était Daisy Sarah Penelope Berthenet, Pierre Garnier, Joseph Ossama Boushra Kamel \| – \| \| 5. April 2024 – 25. April 2024 3 Wochen \| 3 \| Benson Boone \| Beautiful Things Benson James Boone, Evan Robert Eliiot Blair, Jackson Lafrantz Larsen \| – \| \| 26. April 2024 – 2. Mai 2024 1 Woche \| 1 \| FloyyMenor feat. Cris MJ \| Gata Only Alan Felipe Cepeda Galleguillos, Cristhofer Andrés Álvarez García, Christian Yamil Nazario Del Valle \| – \| \| 3. Mai 2024 – 9. Mai 2024 1 Woche \| 1 \| KeBlack feat. Franglish \| Boucan Maximilien Quentin Silva Tavares, Seny Bradley Silva Tavares, Cédric Matéta Nkomi, Gédéon El-ross Mundele Ngolo Nzinga Nzala \| – \| \| 10. Mai 2024 – 20. Juni 2024 6 Wochen \| 6 \| Carbonne \| Imagine Musik: Dorian Clément, Emile Vincent Matteo Zimmermann, Jonathan Freddy Yannick Dubois, Nicolas Camille Jacinthe Dubois, Thomas Arthur Lesseur, Léo Landoeuer, Rodolphe Tigrane Babignan, Sylvain Jean-Pierre Perrier, Ulysse Rodrigue Jean Merier Arles; Text: Pierrot Onofrio Carbonne \| – \| \| 21. Juni 2024 – 8. August 2024 7 Wochen \| 7 \| Gims feat. Dystinct \| Spider Musik: Chahine Chibane, Boubacar Djibril Diallo, Max Auguste Daniel Fruchard, Gandhi Bilel Djuna; Text: Gandhi Bilel Djuna, Iliass Mansouri, Mbarek Nouali, Habib Rudolph-Yann Bamba, Amara Diaoune \| – \| \| 9. August 2024 – 3. Oktober 2024 8 Wochen \| 8 \| Gims \| Sois pas timide Boubacar Djibril Diallo, Gandhi Bilal Djuna \| – \| \| 4. Oktober 2024 – 17. Oktober 2024 2 Wochen \| 2 \| SDM \| Pour elle Butterfly, Thomas Loris Jean Philippe Le Souder, Léonard Manzambi \| – \| \| 18. Oktober 2024 – 21. November 2024 5 Wochen \| 5 \| SDM \| Cartier Santos Léonard Manzambi, Anh Tuan Antoine Tran, Fabio Aguilar Sixtos \| – \| \| 22. November 2024 – 28. November 2024 1 Woche \| 1 \| Damso feat. Kalash \| Alpha William Kalubi Mwamba, Kévin Valleray, Michaël Lefaivre, Mehdi Abbassi \| – \| \| 29. November 2024 – 5. Dezember 2024 1 Woche \| 1 \| Stromae & Pomme \| Ma meilleure ennemie Alexander Saever, Claire Pommet, Luc Van Haver, Paul Van Haver \| – \| \| 6. Dezember 2024 – 23. Januar 2025 7 Wochen \| 7 \| Gazo \| Nanani Nanana Boya Blunt, Joseph Dipita Ravoua Doumbe, Ibrahima Diakité \| – \| |                                          |                                                     | |                           |
| ← 2023 |                                          |                                                     | | → 2025 →                  |
| Zeitraum | Wo. ges.                                 | Interpret                                           | Titel Autor(en) | Zusätzliche Informationen |
| (Zeitraum, Wochen auf Platz eins, Interpret, Titel, Autor[en], zusätzliche Informationen) |                                          |                                                     | |                           |
| 29. Dezember 2023 – 4. Januar 2024 1 Woche (insgesamt 3) | 3                                        | Mariah Carey                                        | All I Want for Christmas Is You Walter N. Afanasieff, Mariah Carey | –                         |
| 5. Januar 2024 – 15. Februar 2024 6 Wochen (insgesamt 18) | 18                                       | Jungeli feat. Abou Debeing, Alonzo, Lossa & Imen Es | Petit génie William Davy Fonseca, Adel Larabi, Joel Ungeli Shinga, Werrason Ngiama Makanda, Kevin Abou Baz Kamara, Imen Es-shrir, Kassimou Djae | –                         |
| 16. Februar 2024 – 22. Februar 2024 1 Woche (insgesamt 6) | 6                                        | Pierre Garnier & Star Academy                       | Ceux qu’on était Daisy Sarah Penelope Berthenet, Pierre Garnier, Joseph Ossama Boushra Kamel | –                         |
| 23. Februar 2024 – 29. Februar 2024 1 Woche | 1                                        | Werenoi feat. Damso                                 | Pyramide William Kalubi Mwamba, Jeremy Desire Bana Owana, Robin Sandor Guillaume Waiss | –                         |
| 1. März 2024 – 4. April 2024 5 Wochen (insgesamt 6) | 6                                        | Pierre Garnier & Star Academy                       | Ceux qu’on était Daisy Sarah Penelope Berthenet, Pierre Garnier, Joseph Ossama Boushra Kamel | –                         |
| 5. April 2024 – 25. April 2024 3 Wochen | 3                                        | Benson Boone                                        | Beautiful Things Benson James Boone, Evan Robert Eliiot Blair, Jackson Lafrantz Larsen | –                         |
| 26. April 2024 – 2. Mai 2024 1 Woche | 1                                        | FloyyMenor feat. Cris MJ                            | Gata Only Alan Felipe Cepeda Galleguillos, Cristhofer Andrés Álvarez García, Christian Yamil Nazario Del Valle | –                         |
| 3. Mai 2024 – 9. Mai 2024 1 Woche | 1                                        | KeBlack feat. Franglish                             | Boucan Maximilien Quentin Silva Tavares, Seny Bradley Silva Tavares, Cédric Matéta Nkomi, Gédéon El-ross Mundele Ngolo Nzinga Nzala | –                         |
| 10. Mai 2024 – 20. Juni 2024 6 Wochen | 6                                        | Carbonne                                            | Imagine Musik: Dorian Clément, Emile Vincent Matteo Zimmermann, Jonathan Freddy Yannick Dubois, Nicolas Camille Jacinthe Dubois, Thomas Arthur Lesseur, Léo Landoeuer, Rodolphe Tigrane Babignan, Sylvain Jean-Pierre Perrier, Ulysse Rodrigue Jean Merier Arles; Text: Pierrot Onofrio Carbonne | –                         |
| 21. Juni 2024 – 8. August 2024 7 Wochen | 7                                        | Gims feat. Dystinct                                 | Spider Musik: Chahine Chibane, Boubacar Djibril Diallo, Max Auguste Daniel Fruchard, Gandhi Bilel Djuna; Text: Gandhi Bilel Djuna, Iliass Mansouri, Mbarek Nouali, Habib Rudolph-Yann Bamba, Amara Diaoune                                                                                       | –                         |
| 9. August 2024 – 3. Oktober 2024 8 Wochen | 8                                        | Gims                                                | Sois pas timide Boubacar Djibril Diallo, Gandhi Bilal Djuna | –                         |
| 4. Oktober 2024 – 17. Oktober 2024 2 Wochen | 2                                        | SDM                                                 | Pour elle Butterfly, Thomas Loris Jean Philippe Le Souder, Léonard Manzambi | –                         |
| 18. Oktober 2024 – 21. November 2024 5 Wochen | 5                                        | SDM                                                 | Cartier Santos Léonard Manzambi, Anh Tuan Antoine Tran, Fabio Aguilar Sixtos | –                         |
| 22. November 2024 – 28. November 2024 1 Woche | 1                                        | Damso feat. Kalash                                  | Alpha William Kalubi Mwamba, Kévin Valleray, Michaël Lefaivre, Mehdi Abbassi | –                         |
| 29. November 2024 – 5. Dezember 2024 1 Woche | 1                                        | Stromae & Pomme                                     | Ma meilleure ennemie Alexander Saever, Claire Pommet, Luc Van Haver, Paul Van Haver | –                         |
| 6. Dezember 2024 – 23. Januar 2025 7 Wochen | 7                                        | Gazo                                                | Nanani Nanana Boya Blunt, Joseph Dipita Ravoua Doumbe, Ibrahima Diakité | –                         |

## Alben
| ← 2023 ← | Liste der Nummer-eins-Hits in Frankreich | Liste der Nummer-eins-Hits in Frankreich | Liste der Nummer-eins-Hits in Frankreich | 2025 →                    |
| \| Zeitraum \| Wo. ges. \| Interpret \| Titel \| Zusätzliche Informationen \| \| (Zeitraum, Wochen auf Platz eins, Interpret, Titel, zusätzliche Informationen) \| \| \| \| \| \| ------------------------------------------------------------------------------ \| -------- \| ----------------- \| ----------------------------- \| ------------------------- \| \| 15. Dezember 2023 – 25. Januar 2024 6 Wochen \| 6 \| Jul \| La route est longue \| – \| \| 26. Januar 2024 – 1. Februar 2024 1 Woche \| 1 \| Jul \| Décennie \| – \| \| 2. Februar 2024 – 8. Februar 2024 1 Woche \| 1 \| Koba LaD & Zola \| Frères ennemis \| – \| \| 9. Februar 2024 – 15. Februar 2024 1 Woche \| 1 \| PLK \| Chambre 140 \| – \| \| 16. Februar 2024 – 22. Februar 2024 1 Woche \| 1 \| Booba \| Ad vitam æternam \| – \| \| 23. Februar 2024 – 29. Februar 2024 1 Woche \| 1 \| Dadju & Tayc \| Héritage \| – \| \| 1. März 2024 – 7. März 2024 1 Woche \| 1 \| Werenoi \| Pyramide \| – \| \| 8. März 2024 – 4. April 2024 4 Wochen \| 4 \| Les Enfoirés \| 2024: On a 35 ans! \| – \| \| 5. April 2024 – 11. April 2024 1 Woche (insgesamt 2) \| 2 \| Beyoncé \| Cowboy Carter \| – \| \| 12. April 2024 – 18. April 2024 1 Woche \| 1 \| Green Montana \| Saudade \| – \| \| 19. April 2024 – 25. April 2024 1 Woche (insgesamt 2) \| 2 \| Beyoncé \| Cowboy Carter \| – \| \| 26. April 2024 – 9. Mai 2024 2 Wochen \| 2 \| Taylor Swift \| The Tortured Poets Department \| – \| \| 10. Mai 2024 – 16. Mai 2024 1 Woche \| 1 \| Dua Lipa \| Radical Optimism \| – \| \| 17. Mai 2024 – 23. Mai 2024 1 Woche \| 1 \| Slimane \| Essentiels \| – \| \| 17. Mai 2024 – 23. Mai 2024 1 Woche (insgesamt 2) \| 2 \| Billie Eilish \| Hit Me Hard and Soft \| – \| \| 24. Mai 2024 – 30. Mai 2024 1 Woche \| 1 \| Theodort \| Imad \| – \| \| 31. Mai 2024 – 6. Juni 2024 1 Woche \| 1 \| Sch \| Jvlivs Prequel: Giulio \| – \| \| 7. Juni 2024 – 13. Juni 2024 1 Woche (insgesamt 2) \| 2 \| Jul \| Mise à jour \| – \| \| 14. Juni 2024 – 20. Juni 2024 1 Woche \| 1 \| Lacrim \| Veni vidi vici \| – \| \| 21. Juni 2024 – 27. Juni 2024 1 Woche \| 1 \| Soprano \| Freedom \| – \| \| 28. Juni 2024 – 4. Juli 2024 1 Woche \| 1 \| Imagine Dragons \| Loom \| – \| \| 5. Juli 2024 – 11. Juli 2024 1 Woche (insgesamt 2) \| 2 \| Jul \| Mise à jour \| – \| \| 12. Juli 2024 – 18. Juli 2024 1 Woche \| 1 \| Enhypen \| Romance: Untold \| – \| \| 19. Juli 2024 – 25. Juli 2024 1 Woche (insgesamt 2) \| 2 \| Stray Kids \| Ate \| – \| \| 26. Juli 2024 – 1. August 2024 1 Woche (insgesamt 3) \| 3 \| Maes \| La vie continue \| – \| \| 2. August 2024 – 8. August 2024 1 Woche (insgesamt 2) \| 2 \| Stray Kids \| Ate \| – \| \| 9. August 2024 – 22. August 2024 2 Wochen (insgesamt 3) \| 3 \| Maes \| La vie continue \| – \| \| 23. August 2024 – 29. August 2024 1 Woche (insgesamt 2) \| 2 \| Billie Eilish \| Hit Me Hard and Soft \| – \| \| 30. August 2024 – 12. September 2024 2 Wochen \| 2 \| Sabrina Carpenter \| Short n’ Sweet \| – \| \| 13. September 2024 – 26. September 2024 2 Wochen \| 2 \| Indochine \| Babel Babel \| – \| \| 27. September 2024 – 3. Oktober 2024 1 Woche \| 1 \| Tiakola \| BDLM Vol. 1 \| – \| \| 4. Oktober 2024 – 10. Oktober 2024 1 Woche \| 1 \| Mylène Farmer \| Nevermore \| – \| \| 11. Oktober 2024 – 24. Oktober 2024 2 Wochen \| 2 \| SDM \| À la vie, à la mort \| – \| \| 25. Oktober 2024 – 31. Oktober 2024 1 Woche \| 1 \| Werenoi \| Pyramide 2 \| – \| \| 1. November 2024 – 7. November 2024 1 Woche \| 1 \| Ninho & Niska \| GOAT \| – \| \| 8. November 2024 – 14. November 2024 1 Woche \| 1 \| The Cure \| Songs of a Lost World \| – \| \| 15. November 2024 – 21. November 2024 1 Woche \| 1 \| Julien Doré \| Imposteur \| – \| \| 22. November 2024 – 28. November 2024 1 Woche \| 1 \| Linkin Park \| From Zero \| – \| \| 29. November 2024 – 5. Dezember 2024 1 Woche \| 1 \| Pierre Garnier \| Chaque seconde \| – \| \| 6. Dezember 2024 – 12. Dezember 2024 1 Woche \| 1 \| Gazo \| Apocalypse \| – \| \| 13. Dezember 2024 – 19. Dezember 2024 1 Woche \| 1 \| Sch \| Jvlivs III: Ad finem \| – \| \| 20. Dezember 2024 – 2. Januar 2025 2 Wochen \| 2 \| Jul \| Inarrêtable \| – \| |                                          |                                          |                                          |                           |
| ← 2023 |                                          |                                          |                                          | → 2025 →                  |
| Zeitraum | Wo. ges.                                 | Interpret                                | Titel                                    | Zusätzliche Informationen |
| (Zeitraum, Wochen auf Platz eins, Interpret, Titel, zusätzliche Informationen) |                                          |                                          |                                          |                           |
| 15. Dezember 2023 – 25. Januar 2024 6 Wochen | 6                                        | Jul                                      | La route est longue                      | –                         |
| 26. Januar 2024 – 1. Februar 2024 1 Woche | 1                                        | Jul                                      | Décennie                                 | –                         |
| 2. Februar 2024 – 8. Februar 2024 1 Woche | 1                                        | Koba LaD & Zola                          | Frères ennemis                           | –                         |
| 9. Februar 2024 – 15. Februar 2024 1 Woche | 1                                        | PLK                                      | Chambre 140                              | –                         |
| 16. Februar 2024 – 22. Februar 2024 1 Woche | 1                                        | Booba                                    | Ad vitam æternam                         | –                         |
| 23. Februar 2024 – 29. Februar 2024 1 Woche | 1                                        | Dadju & Tayc                             | Héritage                                 | –                         |
| 1. März 2024 – 7. März 2024 1 Woche | 1                                        | Werenoi                                  | Pyramide                                 | –                         |
| 8. März 2024 – 4. April 2024 4 Wochen | 4                                        | Les Enfoirés                             | 2024: On a 35 ans!                       | –                         |
| 5. April 2024 – 11. April 2024 1 Woche (insgesamt 2) | 2                                        | Beyoncé                                  | Cowboy Carter                            | –                         |
| 12. April 2024 – 18. April 2024 1 Woche | 1                                        | Green Montana                            | Saudade                                  | –                         |
| 19. April 2024 – 25. April 2024 1 Woche (insgesamt 2) | 2                                        | Beyoncé                                  | Cowboy Carter                            | –                         |
| 26. April 2024 – 9. Mai 2024 2 Wochen | 2                                        | Taylor Swift                             | The Tortured Poets Department            | –                         |
| 10. Mai 2024 – 16. Mai 2024 1 Woche | 1                                        | Dua Lipa                                 | Radical Optimism                         | –                         |
| 17. Mai 2024 – 23. Mai 2024 1 Woche | 1                                        | Slimane                                  | Essentiels                               | –                         |
| 17. Mai 2024 – 23. Mai 2024 1 Woche (insgesamt 2) | 2                                        | Billie Eilish                            | Hit Me Hard and Soft                     | –                         |
| 24. Mai 2024 – 30. Mai 2024 1 Woche | 1                                        | Theodort                                 | Imad                                     | –                         |
| 31. Mai 2024 – 6. Juni 2024 1 Woche | 1                                        | Sch                                      | Jvlivs Prequel: Giulio                   | –                         |
| 7. Juni 2024 – 13. Juni 2024 1 Woche (insgesamt 2) | 2                                        | Jul                                      | Mise à jour                              | –                         |
| 14. Juni 2024 – 20. Juni 2024 1 Woche | 1                                        | Lacrim                                   | Veni vidi vici                           | –                         |
| 21. Juni 2024 – 27. Juni 2024 1 Woche | 1                                        | Soprano                                  | Freedom                                  | –                         |
| 28. Juni 2024 – 4. Juli 2024 1 Woche | 1                                        | Imagine Dragons                          | Loom                                     | –                         |
| 5. Juli 2024 – 11. Juli 2024 1 Woche (insgesamt 2) | 2                                        | Jul                                      | Mise à jour                              | –                         |
| 12. Juli 2024 – 18. Juli 2024 1 Woche | 1                                        | Enhypen                                  | Romance: Untold                          | –                         |
| 19. Juli 2024 – 25. Juli 2024 1 Woche (insgesamt 2) | 2                                        | Stray Kids                               | Ate                                      | –                         |
| 26. Juli 2024 – 1. August 2024 1 Woche (insgesamt 3) | 3                                        | Maes                                     | La vie continue                          | –                         |
| 2. August 2024 – 8. August 2024 1 Woche (insgesamt 2) | 2                                        | Stray Kids                               | Ate                                      | –                         |
| 9. August 2024 – 22. August 2024 2 Wochen (insgesamt 3) | 3                                        | Maes                                     | La vie continue                          | –                         |
| 23. August 2024 – 29. August 2024 1 Woche (insgesamt 2) | 2                                        | Billie Eilish                            | Hit Me Hard and Soft                     | –                         |
| 30. August 2024 – 12. September 2024 2 Wochen | 2                                        | Sabrina Carpenter                        | Short n’ Sweet                           | –                         |
| 13. September 2024 – 26. September 2024 2 Wochen | 2                                        | Indochine                                | Babel Babel                              | –                         |
| 27. September 2024 – 3. Oktober 2024 1 Woche | 1                                        | Tiakola                                  | BDLM Vol. 1                              | –                         |
| 4. Oktober 2024 – 10. Oktober 2024 1 Woche | 1                                        | Mylène Farmer                            | Nevermore                                | –                         |
| 11. Oktober 2024 – 24. Oktober 2024 2 Wochen | 2                                        | SDM                                      | À la vie, à la mort                      | –                         |
| 25. Oktober 2024 – 31. Oktober 2024 1 Woche | 1                                        | Werenoi                                  | Pyramide 2                               | –                         |
| 1. November 2024 – 7. November 2024 1 Woche | 1                                        | Ninho & Niska                            | GOAT                                     | –                         |
| 8. November 2024 – 14. November 2024 1 Woche | 1                                        | The Cure                                 | Songs of a Lost World                    | –                         |
| 15. November 2024 – 21. November 2024 1 Woche | 1                                        | Julien Doré                              | Imposteur                                | –                         |
| 22. November 2024 – 28. November 2024 1 Woche | 1                                        | Linkin Park                              | From Zero                                | –                         |
| 29. November 2024 – 5. Dezember 2024 1 Woche | 1                                        | Pierre Garnier                           | Chaque seconde                           | –                         |
| 6. Dezember 2024 – 12. Dezember 2024 1 Woche | 1                                        | Gazo                                     | Apocalypse                               | –                         |
| 13. Dezember 2024 – 19. Dezember 2024 1 Woche | 1                                        | Sch                                      | Jvlivs III: Ad finem                     | –                         |
| 20. Dezember 2024 – 2. Januar 2025 2 Wochen | 2                                        | Jul                                      | Inarrêtable                              | –                         |

## Jahreshitparaden
| ← 2023 ← | Liste der Nummer-eins-Hits in Frankreich | Liste der Nummer-eins-Hits in Frankreich                          | Liste der Nummer-eins-Hits in Frankreich | 2025 →   |
| \| Singles \| Position# \| Alben \| \| --------------------------------------------------------------------------------------------------------------------------------------------------------------------------------------------------------------------------------------------------------------------------------------------------------- \| --------- \| ----------------------------------------------------------------- \| \| Spider Gims feat. Dystinct Musik: Chahine Chibane, Boubacar Djibril Diallo, Max Auguste Daniel Fruchard, Gandhi Bilel Djuna; Text: Gandhi Bilel Djuna, Iliass Mansouri, Mbarek Nouali, Habib Rudolph-Yann Bamba, Amara Diaoune \| 1 \| Pyramide 2 Werenoi \| \| Petit génie Jungeli feat. Abou Debeing, Alonzo, Lossa & Imen Es William Davy Fonseca, Adel Larabi, Joel Ungeli Shinga, Werrason Ngiama Makanda, Kevin Abou Baz Kamara, Imen Es-shrir, Kassimou Djae \| 2 \| Chambre 140 (part. 3) PLK \| \| Imagine Carbonne Musik: Dorian Clément, Emile Vincent Matteo Zimmermann, Jonathan Freddy Yannick Dubois, Nicolas Camille Jacinthe Dubois, Thomas Arthur Lesseur, Léo Landoeuer, Rodolphe Tigrane Babignan, Sylvain Jean-Pierre Perrier, Ulysse Rodrigue Jean Merier Arles; Text: Pierrot Onofrio Carbonne \| 3 \| Babel Babel Indochine \| \| Beautiful Things Benson Boone Benson James Boone, Evan Robert Eliiot Blair, Jackson Lafrantz Larsen \| 4 \| Hit Me Hard and Soft Billie Eilish \| \| Sois pas timide Gims Boubacar Djibril Diallo, Gandhi Bilal Djuna \| 5 \| Chaque seconde Pierre Garnier \| \| Ceux qu’on était Pierre Garnier & Star Academy Daisy Sarah Penelope Berthenet, Pierre Garnier, Joseph Ossama Boushra Kamel \| 6 \| La symphonie des éclairs (le dernier des voyages) Zaho de Sagazan \| \| Dolce camara Booba feat. SDM Musik: Timothy Jehanno; Text: Léonard Manzambi, Élie Thitia Yaffa \| 7 \| Les Enfoirés 2024, on a 35 ans! Les Enfoirés \| \| Gata Only FloyyMenor feat. Cris MJ Alan Felipe Cepeda Galleguillos, Cristhofer Andrés Álvarez García, Christian Yamil Nazario \| 8 \| À la vie à la mort SDM \| \| The Sound of Silence (Cyril Remix) Disturbed Paul Frederic Simon \| 9 \| The Tortured Poets Department Taylor Swift \| \| I Love You Dadju & Tayc Stephane Dagbisso Behi, Seri Othniel Ohoueu, Raphaël Aurelien Nyamien Koua, Yannick Genaud Joël Péraste, Dadju Djuna Nsungula, Julien Franck Bouadjie Kamgang, Bastien Albert Maurice Vincent, Kevin Abou Baz Kamara \| 10 \| Mise à jour Jul \| |                                          |                                                                   |                                          |          |
| ← 2023 |                                          |                                                                   |                                          | → 2025 → |
| Singles | Position#                                | Alben                                                             |                                          |          |
| Spider Gims feat. Dystinct Musik: Chahine Chibane, Boubacar Djibril Diallo, Max Auguste Daniel Fruchard, Gandhi Bilel Djuna; Text: Gandhi Bilel Djuna, Iliass Mansouri, Mbarek Nouali, Habib Rudolph-Yann Bamba, Amara Diaoune | 1                                        | Pyramide 2 Werenoi                                                |                                          |          |
| Petit génie Jungeli feat. Abou Debeing, Alonzo, Lossa & Imen Es William Davy Fonseca, Adel Larabi, Joel Ungeli Shinga, Werrason Ngiama Makanda, Kevin Abou Baz Kamara, Imen Es-shrir, Kassimou Djae | 2                                        | Chambre 140 (part. 3) PLK                                         |                                          |          |
| Imagine Carbonne Musik: Dorian Clément, Emile Vincent Matteo Zimmermann, Jonathan Freddy Yannick Dubois, Nicolas Camille Jacinthe Dubois, Thomas Arthur Lesseur, Léo Landoeuer, Rodolphe Tigrane Babignan, Sylvain Jean-Pierre Perrier, Ulysse Rodrigue Jean Merier Arles; Text: Pierrot Onofrio Carbonne | 3                                        | Babel Babel Indochine                                             |                                          |          |
| Beautiful Things Benson Boone Benson James Boone, Evan Robert Eliiot Blair, Jackson Lafrantz Larsen | 4                                        | Hit Me Hard and Soft Billie Eilish                                |                                          |          |
| Sois pas timide Gims Boubacar Djibril Diallo, Gandhi Bilal Djuna | 5                                        | Chaque seconde Pierre Garnier                                     |                                          |          |
| Ceux qu’on était Pierre Garnier & Star Academy Daisy Sarah Penelope Berthenet, Pierre Garnier, Joseph Ossama Boushra Kamel | 6                                        | La symphonie des éclairs (le dernier des voyages) Zaho de Sagazan |                                          |          |
| Dolce camara Booba feat. SDM Musik: Timothy Jehanno; Text: Léonard Manzambi, Élie Thitia Yaffa | 7                                        | Les Enfoirés 2024, on a 35 ans! Les Enfoirés                      |                                          |          |
| Gata Only FloyyMenor feat. Cris MJ Alan Felipe Cepeda Galleguillos, Cristhofer Andrés Álvarez García, Christian Yamil Nazario | 8                                        | À la vie à la mort SDM                                            |                                          |          |
| The Sound of Silence (Cyril Remix) Disturbed Paul Frederic Simon | 9                                        | The Tortured Poets Department Taylor Swift                        |                                          |          |
| I Love You Dadju & Tayc Stephane Dagbisso Behi, Seri Othniel Ohoueu, Raphaël Aurelien Nyamien Koua, Yannick Genaud Joël Péraste, Dadju Djuna Nsungula, Julien Franck Bouadjie Kamgang, Bastien Albert Maurice Vincent, Kevin Abou Baz Kamara | 10                                       | Mise à jour Jul                                                   |                                          |          |